# Lasiopogon cinctus
Lasiopogon cinctus är en tvåvingeart som först beskrevs av Fabricius 1781.  Lasiopogon cinctus ingår i släktet Lasiopogon och familjen rovflugor. Arten är reproducerande i Sverige. Inga underarter finns listade i Catalogue of Life.

## Bildgalleri

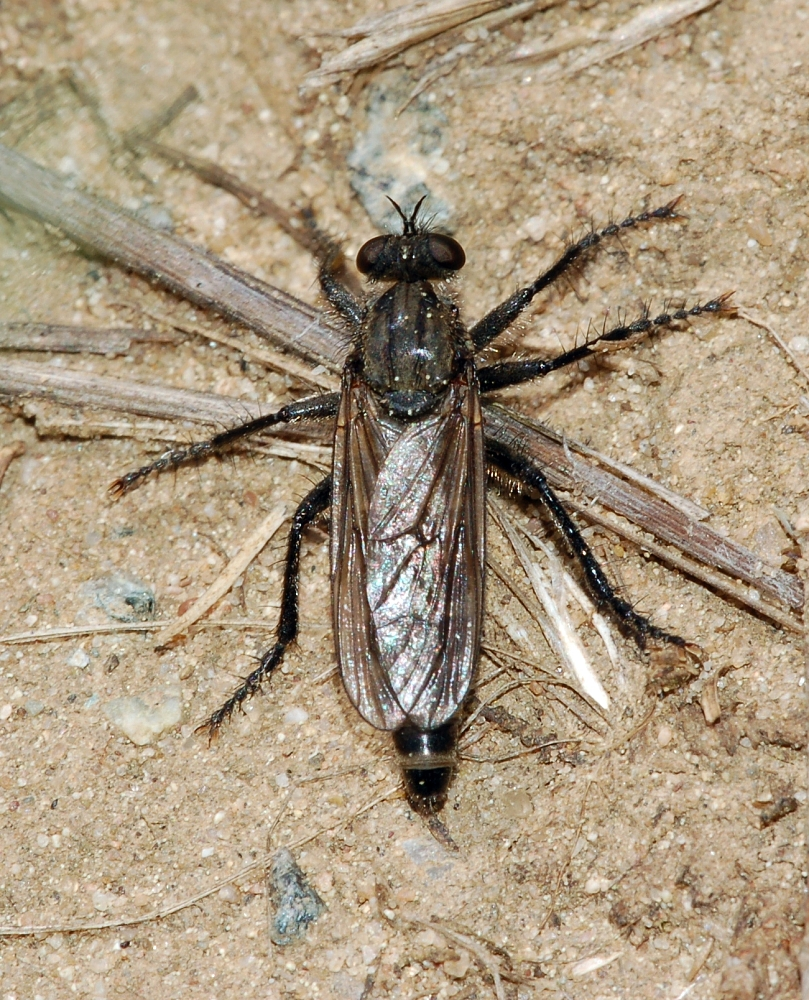